# Teijsmanniodendron hollrungii
Teijsmanniodendron hollrungii là một loài thực vật có hoa trong họ Hoa môi. Loài này được (Warb.) Kosterm. miêu tả khoa học đầu tiên năm 1951.